# Túllio da Costa Victorino
Túllio da Costa Victorino (Cernache do Bonjardim, Sertã, 14 de dezembro de 1896 - Cernache do Bonjardim, Sertã, 23 de março de 1969) foi um pintor naturalista português que teve como mestres Columbano Bordalo Pinheiro e José Malhoa.

## Biografia
Depois de fazer os primeiros estudos na sua terra natal, frequentou a Escola Industrial Afonso Domingues, em Lisboa. Cursou na Escola de Belas-Artes de Lisboa, onde se matriculou a conselho de José Malhoa e onde teve como mestre Columbano Bordalo Pinheiro. Concluiu o curso na Escola de Belas-Artes do Porto (1919), tendo como mestre Marques de Oliveira. João Reis, Martinho da Fonseca, Alberto Portugal Lacerda, Henrique Tavares e outros foram os seus condiscípulos.
Foi professor de desenho nas Escolas Industriais Avelar Brotero em Coimbra e Machado de Castro em Lisboa.
Desde 1941 que optou pela sua residência em Cernache do Bonjardim, donde se retirava apenas por motivos profissionais ou de convívio.
Considerado um pintor naturalista, pintou feiras e romarias, praias cheias de banhistas, aspetos citadinos e paisagens rurais. Executou as decorações da Capela do antigo Sanatório da Colónia Portuguesa do Brasil nos Covões (Coimbra) e um painel representando Nossa Senhora das Graças, no Hospital da Misericórdia de Castelo Branco. Com o quadro O Batismo Negro, encomendado pelo Estado, Túllio Victorino ficou representado na Exposição Colonial de Paris.
As primeiras exposições coletivas acontecem em 1914 no salão nobre da “Ilustração Portuguesa” e no Paço do Barão da Fonte Bela, em Ponta Delgada. Depois destas, concorreu e participou em inúmeras exposições coletivas em Portugal e no estrangeiro.
Realizou a sua primeira exposição individual em Castelo Branco, inaugurada a 16 de junho de 1929, integrada no IV Congresso e Exposição das Beiras. Nesta exposição Túllio Victorino foi distinguido com o diploma de Medalha de Ouro de Pintura. As suas paisagens e figuras de tipo regionalista foram muito apreciadas de entre as 23 telas em exposição.
Ano após ano sucederam-se inúmeras exposições individuais em Lisboa, em Coimbra, no Porto, em Tomar, etc. A última registou-se na Sociedade Nacional de Belas-Artes, em Lisboa, de 30 de novembro a 9 de dezembro de 1963. Esta exposição foi o “canto do cisne”, pois, muito embora ainda pintasse pontualmente, a sua saúde, já debilitada, não lhe permitiu empreender nova exposição.
Da Sociedade Nacional de Belas-Artes, em Lisboa, recebeu, em outubro de 1934, um diploma de Menção Honrosa. Mais tarde, a mesma Sociedade concedeu-lhe o diploma da terceira Medalha e, em abril de 1946, o diploma de segunda Medalha. Recebeu outras distinções em várias exposições a que concorreu fora da Sociedade Nacional de Belas-Artes.
Túllio Victorino fez parte do Grupo de Artistas Portugueses e do Círculo Artístico e Cultural Mário Augusto e em 1964 teve o privilégio de ser convidado para sócio da Internacional Arts Guild, Monte Carlo (Mónaco). O seu estado de saúde não lhe permitiu aceitar este honroso convite.
A sua produção artística soma em mais de 600 quadros, nos quais predominam as paisagens em detrimento do retrato.
Faleceu na sua casa-ateliê, em Cernache do Bonjardim, em 23 de Março de 1969.

## Representações em museus
- Museu do Chiado (Lisboa)
- Museu Nacional Machado de Castro (Coimbra)
- Museu Nacional Soares dos Reis (Porto)
- Museu de José Malhoa (Caldas da Rainha)
- Museu Francisco Tavares Proença Júnior (Castelo Branco)
- Museu Grão Vasco (Viseu)
- Museu Municipal Santos Rocha (Figueira da Foz)[3]
- Museu Municipal Dr. José Formosinho (Lagos)
- Palácio do Governo de Ponta Delgada
- Museu de Arte Moderna do Rio de Janeiro